# Mike Pinder

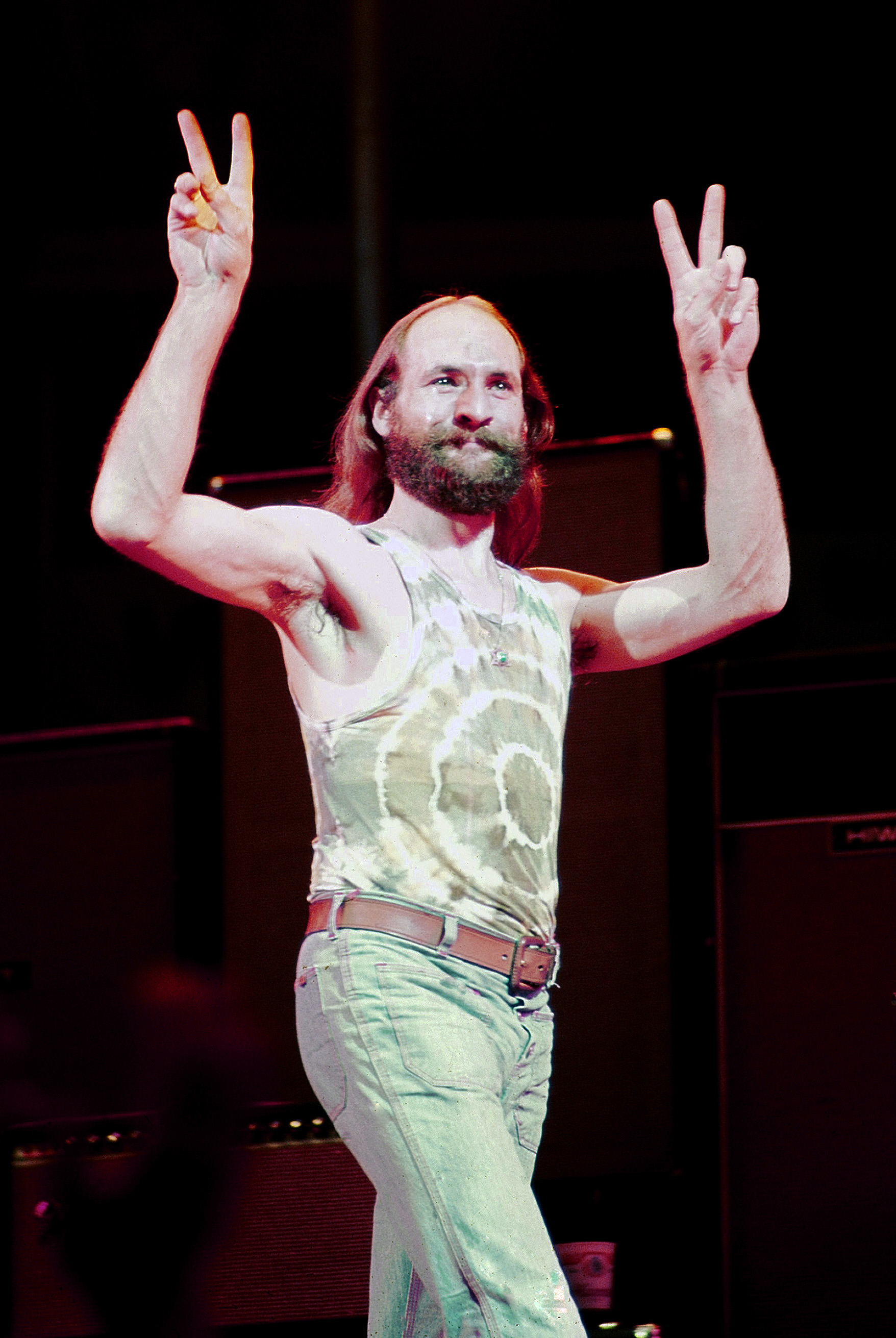
Mike Pinder (1974)

Michael „Mike“ Thomas Pinder (* 27. Dezember 1941 in Birmingham, England; † 24. April 2024 nahe Sacramento, Kalifornien) war ein britischer Rockmusiker. Er war einer der Gründer der Band The Moody Blues, in der er Keyboards, Mellotron und Klavier spielte und sang.

## Leben und Karriere
Mike Pinder wuchs in einfachen Verhältnissen auf. Sein Vater war Busfahrer, seine Mutter arbeitete in der Gastronomie. Das Gitarren- und das Klavierspiel brachte er sich selbst als Teenager bei. Das Mellotron lernte er kennen, als er beim Hersteller Streetly Electronics arbeitete.
Pinder begann seine musikalische Laufbahn bei den Rockin’ Tuxedos und war später mit El Riot & the Rebels assoziiert, die auf lokaler Ebene kleine Erfolge hatten. In dieser Band spielten Ray Thomas und John Lodge, mit denen Pinder später bei den Moody Blues wieder zusammentreffen sollte. El Riot (Thomas) löste die Rebels 1963 auf. Pinder und Thomas gründeten anschließend die Krew Cats.
1964 waren Pinder und Thomas in der Originalbesetzung der Moody Blues dabei. Als weitere Musiker hatten sie Denny Laine, Graeme Edge und Clint Warwick angeworben, die zuvor in verschiedenen anderen Birminghamer Gruppen aktiv waren. The Moody Blues erhielten einen Plattenvertrag bei Decca Records, und nachdem ihre erste Single wenig erfolgreich war, gelang der Gruppe 1965 mit dem Nachfolger Go Now ein Hitparadenerfolg. Im selben Jahr erwarb Pinder ein Mellotron von Streetly Electronics; erstmals setzte er das Instrument auf der Single Love and Beauty ein. Damit war er vermutlich einer der ersten Musiker, der das Mellotron bei einer Aufnahme nutzte. Seiner eigenen Aussage nach hat er auch die Beatles auf dieses Instrument gebracht.
1967 spielten Moody Blues das Konzept-Album Days of Future Passed ein. Mike Pinder sprach hier die verbindenden, gereimten Texte zwischen den einzelnen Stücken.
Während die Band – als deren Gründer und Namenserfinder er sich selbst sah – ab 1974 pausierte, zog Pinder nach Kalifornien. Er verfolgte eine Solokarriere und veröffentlichte 1976 sein Album The Promise. Als der Rest der Gruppe sich 1977 wieder zusammenfand, wirkte auch Pinder an den Aufnahmen zum Album Octave mit, das 1978 erschien. An der folgenden Tournee nahm er allerdings nicht teil. Zeitpunkt und Umstände seines endgültigen Ausstiegs aus der Gruppe sind umstritten und waren 1981 Gegenstand eines Rechtsstreits. Spätestens nach dem Erscheinen von Long Distance Voyager im selben Jahr galt Pinder als ehemaliges und Patrick Moraz als neues Bandmitglied.
Pinder arbeitete zeitweilig als Berater für Atari. Bis Mitte der 1990er-Jahre trat er öffentlich kaum noch in Erscheinung. 1994 erschien dann mit mäßigem Erfolg auf seinem eigenen Label sein zweites Soloalbum mit dem Titel Among the Stars. Im Jahr 1995 wurde A Planet with One Mind veröffentlicht.
Pinder war in erster Ehe von 1970 bis 1974 mit Donna Arkoff Roth, der Tochter des Filmproduzenten Samuel Z. Arkoff, verheiratet. Der gemeinsame Sohn Daniel (* 1971 in Wimbledon) ist als Music Editor in der Filmindustrie tätig. Mike Pinder lebte zuletzt mit seiner Familie in Grass Valley in Kalifornien. Zwei seiner Söhne sind ebenfalls als Musiker tätig. Pinder starb im April 2024 im Alter von 82 Jahren.